# Скиадан, Михаил Иванович
Михаил Иванович Скиадан (Skiada) (1740-е — 5 (17) сентября 1802) — профессор медицинского факультета Московского университета.

## Биография
Грек по национальности. Родился на Кефалонии. Отец Скидана некоторое время преподавал в московской Славяно-греко-латинской академии, затем вернулся на родину. 
Михаил Скидан обучался медицине в Италии и Голландии. В сферу его научных интересов входили самые тёмные вопросы физиологии XVIII столетия, касавшиеся «действий нервной системы», органов чувств, физиологических основ психических функций человека. Этим проблемам посвящена его докторская диссертация, успешно защищённая им в Лейденском университете в 1771 году.
В Москве работали два его родственника — профессор Московской греческой типографской школы А. Е. Скиадан и врач Г. А. Скиадан, по приглашению которого Михаил Скиадан приехал в Москву. В феврале 1872 года он сдал экзамен Медицинской коллегии и получил право врачебной практики в России.
С 1776 года — экстраординарный профессор, затем — ординарный профессор кафедры анатомии медицинского факультета Московского университета. До 1793 года курс «Физиология, патология и общая терапия» он преподавал по учебнику Х. Г. Людвига, затем перешёл на более современное сочинение А. фон Галлера «Elementa phisiologiae corporis humani». Возросший объём учебного материала потребовал привлечь к преподаванию ученика Скиадана, доктора медицины Ф. И. Барсука-Моисеева. Кроме работы в университете Скиадан имел в Москве большую медицинскую практику.
Из-за нехватки кадров после смерти профессора Шадена он стал преподавать «Естественное и народное право» на юридическом факультете — ординарный профессор кафедры политики (истории международных отношений и права) юридического факультета в 1797—1802 годах.
М. И. Скиадан — автор нескольких научных сочинений, опубликованных на латинском языке в Лейдене и Москве; некоторые были переведены на русский язык. Им была затронута проблема соотношения души и тела. Он был известен вульгарной критикой философии Канта, называя её «подогретые щи».